# مامان (نحت)
مامان (1999) هي منحوتة من البرونز والفولاذ المقاوم للصدأ والرخام، موجودة في عدة مواقع حول العالم من إبداع الفنانة لويز بورجوا. تُعد هذه المنحوتة، التي تُصور عنكبوتًا، واحدة من أكبر المنحوتات في العالم، حيث يبلغ ارتفاعها أكثر من 30 قدمًا وعرضها أكثر من 33 قدمًا (9.27 × 8.91 × 10.24 متر). تحتوي على كيس بداخله 32 بيضة رخامية، بينما بطنها وصدرها مصنوعان من البرونز المصقول.
اسم المنحوتة "مامان" هو الكلمة الفرنسية الشائعة للأم (مماثلة لكلمة "ماما" أو "أمي"). أنشأت بورجوا هذه المنحوتة في عام 1999 كجزء من تكليفها الافتتاحي لسلسلة "يونيليفر" (2000)، في قاعة التوربينات في متحف تيت مودرن بلندن. صُنعت النسخة الأصلية من الفولاذ، تلتها ستة قوالب من البرونز.
اختارت بورجوا مسبك الفن الحديث لصب المنحوتة نظرًا لسمعته الطيبة وجودة عمله.